# 共食い整備
共食い整備（ともぐいせいび、英語: cannibalism maintenance）とは、機械・器具の修理に際し、複数の個体の部品ないし部位を組み合わせ、一つの正常な個体にすること。修理に必要な部品の入手が困難な場合において、複数の個体がそれぞれ別な個所で故障あるいは破損していて、ある個体の故障個所に他方の個体から取り出した良品を組みこむことで修理を行う。

## 事例

### 日本

#### 自衛隊
- 航空自衛隊
  - F-2戦闘機、P-1哨戒機、F-15J戦闘機等で共食い整備が常態化している[1][2][3]。防衛省の全装備品の内、稼働するのは5割、残り5割のうち半数は整備中、さらに半分が修理に必要な部品や予算がない整備待ちに分類され、予算不足でスペアパーツの確保が困難なF-2は共食い整備が日常化していると報道されている[4]
    - 共食い整備について、元航空自衛隊補給本部長の吉岡秀之元空将補は「最近、共食いの話をよく聞く。それだけ在庫不足が深刻で、また緊急調達しても間に合わなくなっているという事であろう」と、維持整備費の不足からの部品の在庫不足の慢性化と共食い整備が顕在化している現実について指摘していた[5]。
    - 自衛隊においては、航空機において整備中などで使用していない他の機体から部品を外して転用する「共食い」による部品転用が2010年代初頭から常態化しており、平成24年度に約2000件だった「共食い」の件数は年々増え、平成30年には約5600件に増加、2019年度以降、維持整備費を増加したが、2021年時点で約3400件発生している事が防衛省の調査で明らかになった。これにより、通常整備は部品を交換するだけのところ、「共食い」では取り外す作業も加わり2倍の作業が必要となるため整備員の負担が増え、部隊によっては可動率の低下で訓練時間を極力減らすなどの影響が発生している[6][7]。

  - 東日本大震災による津波で水没した松島基地所属のF-2戦闘機に対してニコイチ修理が行われた[8][9]。
- 自衛隊において、73式小型トラック（旧型）に対して共食い整備が行われている[10]。

#### 民生品
- 民生品においても製造打ち切りにより共食い整備が行われることがある。
  - 1999年から2006年まで販売された旧世代型AIBOは、2014年に販売元のSONYがサポートを打ち切ったため、2018年現在はユーザーから提供される故障機[注釈 1]から必要な部品を取り出し、修理に供している。部品を提供する機体は事前に合同葬儀を行い供養される[11]。

### アメリカ合衆国
- 1969年に月面着陸を目指していたアポロ12号は、発射前日に機械船の燃料タンクが不調となったため、別途として打ち上げに向けて準備が行われていたアポロ13号のタンクと交換が行われた[12]。
- 宇宙往還機スペースシャトルが本格運用を開始した際、補修部品の生産が追いつかず、共食い整備が行われていた。これが重大インシデントにつながり、チャレンジャー号爆発事故の一因にもなったと考えられている。

### 韓国
- 韓国空軍のKF-16戦闘機等で共食い整備が常態化しているが[13]、2016年時点でKF-16戦闘機の稼働率は82％を達成しており、2020年時点でも80％を維持している[14]。[要検証 – ノート]
- 韓国高速鉄道では部品不足による他の編成からの部品流用[15]の多発。

### 旧東側
- シリアなど旧東側の影響を受けた空軍においては、対外戦争勃発における経済制裁など有事の共食い整備に備えて、「スペアパーツ用」として実際に運用する機数より多い数の航空機を保有していた。また、平時においてもこれらを部品の供給源として使用していた。
- 2022年以降、ロシアではウクライナ侵攻によって受けた経済制裁によってエアバス機やボーイング機、そして多くを輸入に頼っていた国産旅客機の部品も入手できなくなったため、まだ機齢の若い航空機まで共食い整備のために解体されている[16]。

## 戦争時において
戦争における前線でも、戦場から破損された兵器を複数回収し、残存兵器の可動率の向上と部隊の戦力の維持が行われる。例えば自軍の戦車のうち、車体が無事なものと砲塔が無事なものを組み合わせて可動する1両の戦車とすることもある。あるいは敵軍の兵器を鹵獲した場合には、修理用の部品を入手することは望めないので、複数の個体から可動するものを仕立てて活用することもできる。
その他、補給が滞った場合にも前線における整備で特定の個体を部品取りにして他の個体の整備に必要な部品を確保することもある。平時においても、経済状況が思わしくなく十分な兵器を賄えない場合や、輸入した兵器について何らかの理由で整備用の部品の供給が止められた場合には、やはり共食い整備で可動する兵器を確保することが行われる。

### 事例
- 大日本帝国陸軍はラバウル空襲で破壊された一〇〇式司令部偵察機の残骸を集めて1機を再製した[17]。
- ベトナム戦争当時、部品不足に悩まされていたアメリカ空軍はロッキードC-5ギャラクシーに対して共食い整備を行っており、これが原因でオペレーション・ベビーリフトでは部品を取られていた機体による墜落事故が発生した。